# Schizomavella ochracea
Schizomavella ochracea är en mossdjursart som först beskrevs av Walter Douglas Hincks 1862.  Schizomavella ochracea ingår i släktet Schizomavella och familjen Bitectiporidae. Inga underarter finns listade i Catalogue of Life.